# Szabadságliget megállóhely
A Szabadságliget megállóhely egy viszonylag újabb keletű, 2001 decembere óta létező vasúti megállóhely, melyet a Magyar Államvasutak Zrt. (MÁV) üzemeltet a Budapest–Esztergom-vasútvonalon, Pilisvörösvár területén. A pilisi város területén ez volt a vasút második megállási pontja, Pilisvörösvár vasútállomás mellett. [Azóta, a 2010-es évek első felében egy harmadik is létesült, a belterület délkeleti részén.]
A névadó Szabadságliget (ma Karátsonyiliget) városrész déli széle közelében helyezkedik el, a Kálvária-hegy lábánál, attól északra. Közúton a 10-es főúttól Pilisszántó felé vezető 11 108-as számú mellékútról letérve, a Gárdonyi Géza utca - Lőcsei utca - Szikla utca útvonalon közelíthető meg (az útvonalat KRESZ-táblák is jelölik).
Áthaladó vasútvonalak:
- Budapest–Esztergom-vasútvonal (2)

## Leírása

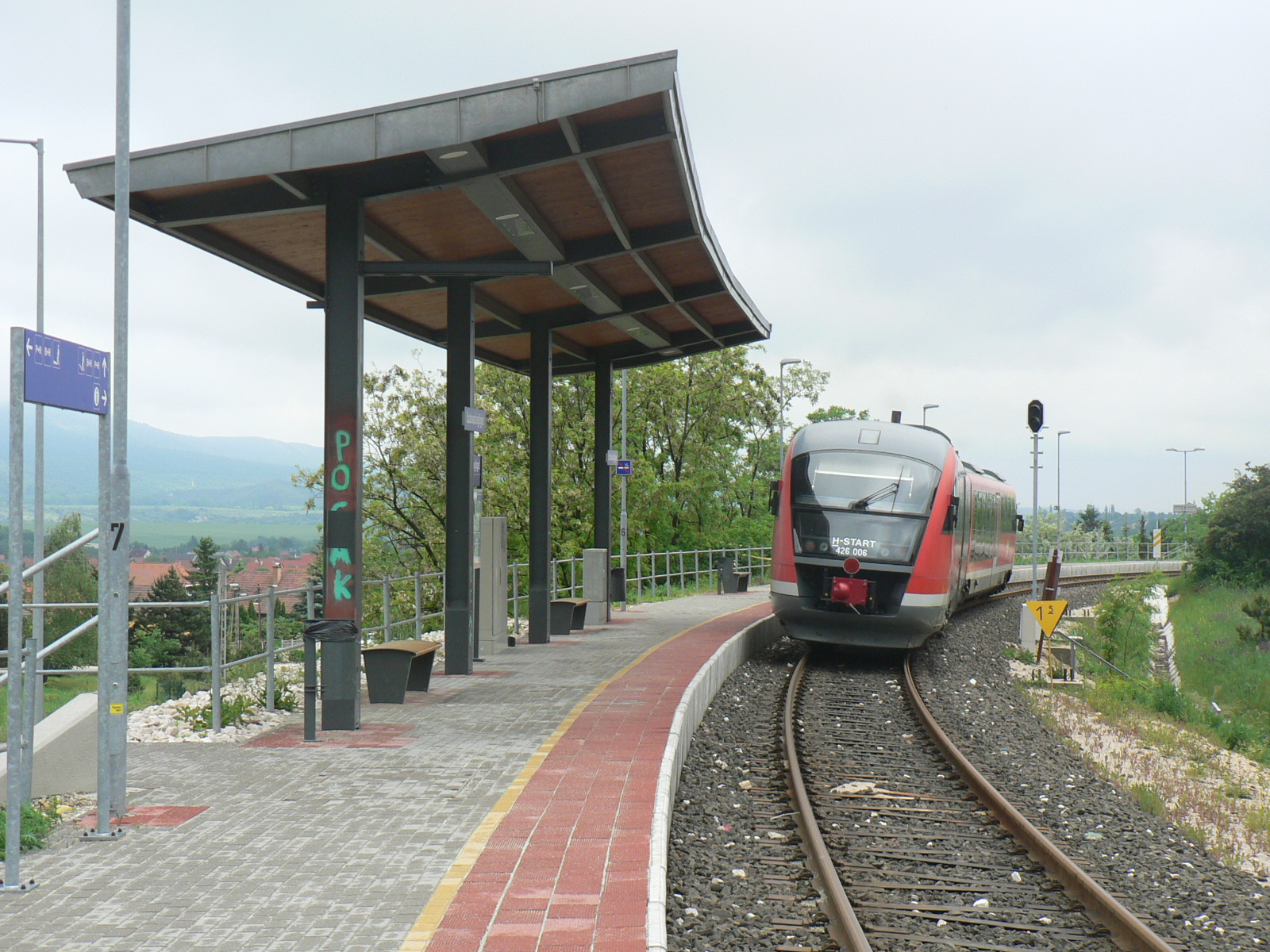
Indulás Szabadságligetről Vörösvár felé

A megállóhelyet a vonal egy íves részén képezték ki, azon a pályaszakaszon, ahol a vasút észak felől elhalad a pilisvörösvári Kálvária-domb lábánál. A megállóhely a vonal 2012-2013 közti átépítése után is csak egyetlen vágányos maradt – nem volt szükség a domborzati viszonyok és a kanyar rövid ívsugara miatt nyilvánvalóan költséges kétvágányúsításra, mert a megállót elhagyva az Esztergom felé tartó vonatok számára néhány száz méter után kétvágányú kitérő szakaszt lehetett létesíteni, amely egészen a piliscsabai alagútig tart, és amely elegendő ahhoz, hogy a szemből érkező vonatok kikerülhessék egymást. Ettől függetlenül a munkálatokkal párhuzamosan a szabadságligeti megálló térségében is néhány új műtárgyat, illetve új parkolókat képeztek ki, összesen mintegy 40 parkolóhellyel.

## Története
Az 1895-ben átadott esztergomi vasútvonal útvonalát és állomáshálózatát a térség településeinek akkori lakosságszámához igazítva alakították ki, figyelembe véve a régióban akkor fejlődésnek induló ipar igényeit. Az 1970-80-as évektől kezdve azonban a budai agglomerációs települések nagy mértékű fejlődésnek indultak, egyes településrészeken szinte új falvak alakultak ki (pl. a pilisvörösvári Szabadságliget, mai hivatalos nevén Karátsonyi-liget, illetve a piliscsabai lakóparkok), s ezek újonnan beköltözött lakossága teljesen új forgalmi igényeket támasztott a térségben.

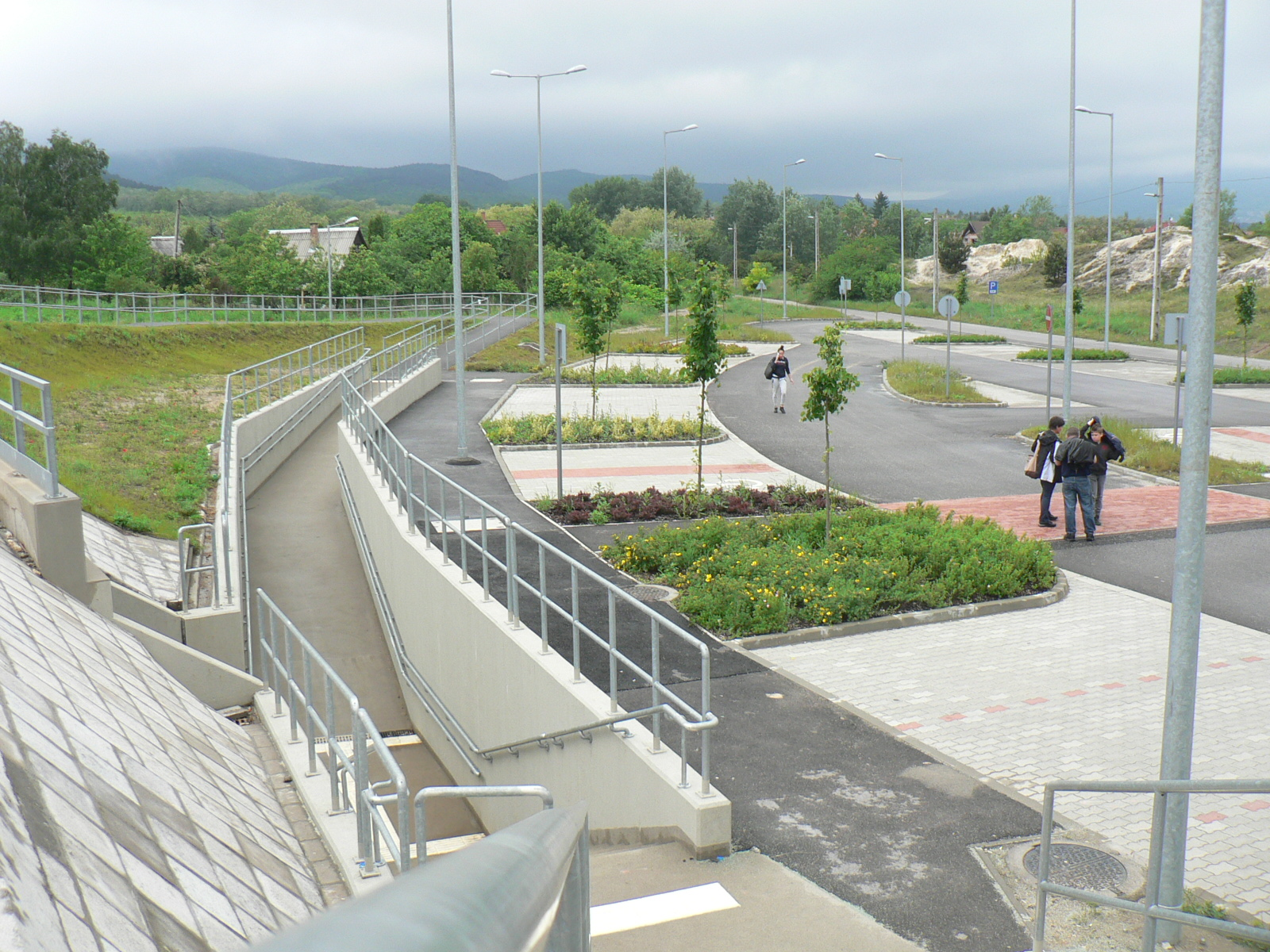
Parkolók és parkok Szabadságligetnél

Ezek az igények hívták életre előbb Piliscsaba harmadik vasúti megállóhelyeként az 1996-ban átadott Pázmáneum megállóhelyet, majd Pilisvörösvár második megállóhelyeként a Szabadságliget megállóhelyet – melynek átadása 2001 decemberében történt meg –, később negyedik piliscsabai megállóként a Magdolnavölgy megállóhelyet, végül pedig az egész vasútvonal állomásrendszerének újratervezését további új megállóhelyek (Aranyvölgy, Szélhegy, Vörösvárbánya) létesítésével, melyeken 2015 augusztusában indulhatott meg a forgalom.

## Megközelítés budapesti tömegközlekedéssel
- Busz:  820, 821, 830, 831

## Forgalom
| Járat | Útvonal | Gyakoriság                                                  |
| ----- | --- | ----------------------------------------------------------- |
| S72   | Budapest-Nyugati – Rákosrendező – Angyalföld – Újpest – Aquincum – Óbuda – Aranyvölgy – Üröm – Solymár – Szélhegy – Vörösvárbánya – Pilisvörösvár – Szabadságliget – Klotildliget – Piliscsaba – Magdolnavölgy – Pilisjászfalu – Piliscsév – Leányvár – Dorog – Esztergom-Kertváros – Esztergom | Hajnalban 30 percenként, késő este óránként                 |
| S72   | Budapest-Nyugati – (Rákosrendező →) Angyalföld – Újpest – Aquincum – Óbuda – Aranyvölgy – Üröm – Solymár – Szélhegy – Vörösvárbánya – Pilisvörösvár – Szabadságliget – Klotildliget – Piliscsaba                                                                                                | Munkanapokon reggel 3 Budapest felé, este 2 Piliscsaba felé |
| S76   | Rákos – Újpalota – Angyalföld – Újpest – Aquincum – (Óbuda) – Aranyvölgy – (Üröm) – Solymár – Szélhegy – Vörösvárbánya – Pilisvörösvár – Szabadságliget – Klotildliget – Piliscsaba | Munkanapokon félóránként, hétvégén óránként                 |